# Aberuthven
Aberuthven, schottisch-gälisch: Obar Ruadhainn ist eine schottische Ortschaft in der Council Area Perth and Kinross. Sie liegt in der traditionellen Grafschaft Perthshire rund 16 Kilometer südwestlich des Zentrums von Perth am rechten Ufer des Ruthven Waters.

## Geschichte
In der Umgebung Aberuthvens finden sich zahlreiche Spuren prähistorischer Besiedlung. Am gegenüberliegenden Flussufer steht die aus dem 12. Jahrhundert stammende St Kattan’s Chapel mit dem denkmalgeschützten Montrose Mausoleum.
Im 18. und 19. Jahrhundert entwickelte sich Aberuthven als Standort von Webereien. Außerdem besaß sein Viehmarkt eine gewisse Bekanntheit.
Zwischen 1961 und 1991 stieg die Einwohnerzahl Aberuthvens von 203 auf 367.

## Verkehr
Die A824 bildet die Hauptverkehrsstraße Aberuthvens. Sie mündet östlich der Ortschaft in die A9, welche Aberuthven im Südosten tangiert.